# Munții Șistoși Turingieni

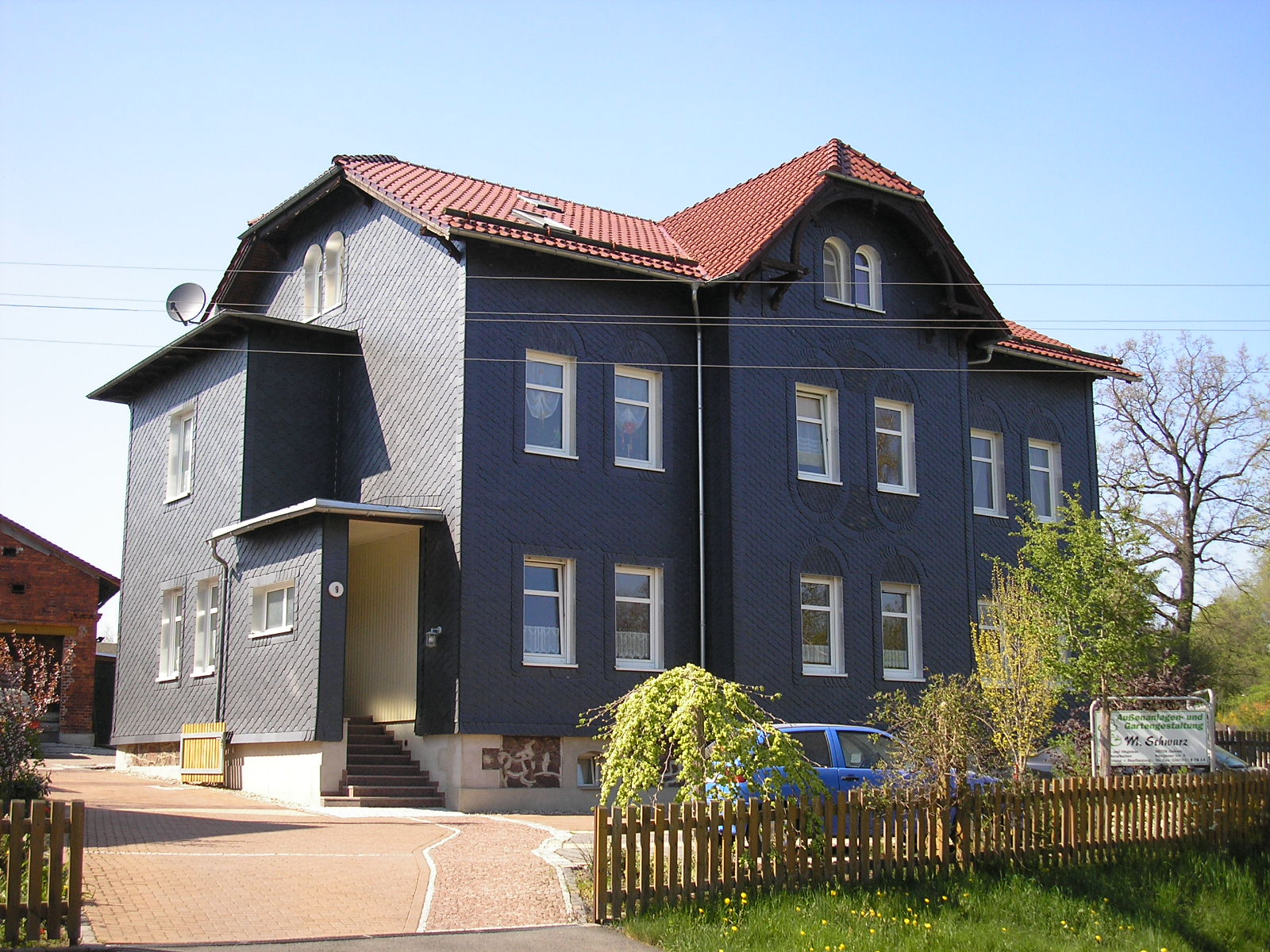
Casă din Gehren acoperită cu plăci din șisturi

Munții Șistoși Turingieni „germană Thüringer Schiefergebirge” fac parte din grupa Mittelgebirge, din Turingia, Germania.

## Date geografice
Munții Șistoși sunt situați în partea de sud-est de Munții Pădurea Turingiei. Ei au lățime de ca. 20 de km, se întind spre sud-est unde sunt limitați de valea lui Saale.
Ținutul cuprinde 4 regiuni mai importante:
- Partea superioară din Valea Sale
- Ținutul cu bălți Plothener
- Munții Mari Șistoși
- Regiunea Sormitz-Schwarza

## Munți
1. Großer Farmdenkopf (869 m), districtul Sonneberg
2. Kieferle (867 m), districtul Sonneberg
3. Bleßberg (865 m), districtul Hildburghausen
4. Dürre Fichte (Berg)|Dürre Fichte (861 m), districtul Sonneberg
5. Breitenberg (Thüringer Wald) (844 m), districtul Sonneberg
6. Fellberg (842 m), Steinach, districtul Sonneberg
7. Eselsberg (Thüringen)|Eselsberg (842 m), Landkr. Hildburghausen, Nahtstelle Thüringer Wald/Thüringer Schiefergeb.
8. Pechleite (839 m), Hildburghausen
9. Fehrenberg (835 m), districtul Hildburghausen, Nahtstelle Thüringer Wald/Munții Șistoși Turingieni
10. Hoher Schuß (827 m), districtul Saalfeld-Rudolstadt, Munții Șistoși Turingieni
11. Wurzelberg (820 m), districtul Sonneberg
12. Jagdschirm (813 m), districtul Saalfeld-Rudolstadt
13. Hintere Haube (811 m), districtul Ilm
14. Langer Berg (809 m), districtul Ilm
15. Hettstädt (808 m), districtul Saalfeld-Rudolstadt
16. Rauhhügel (802 m), districtul Saalfeld-Rudolstadt
17. Roter Berg (Munții Șistoși Turingieni)|Roter Berg (799 m), districtul Sonneberg
18. Wetzstein (Berg)|Wetzstein (791 m), districtul Saalfeld-Rudolstadt
19. Meuselbacher Kuppe (786 m), districtul Saalfeld-Rudolstadt
20. Fröbelturm (784 m), districtul Saalfeld-Rudolstadt, Munții Șistoși Turingieni
21. Grendel (Berg)|Grendel (784 m), districtul Hildburghausen, Munții Șistoși Turingieni
22. Spitzer Berg (781 m), districtul Saalfeld-Rudolstadt
23. Simmersberg (781 m), Landkr. Hildburghausen, Nahtstelle Thüringer Wald/Munții Șistoși Turingieni
24. Himmelsleiter (Berg) (774 m), districtul Saalfeld-Rudolstadt, Munții Șistoși Turingieni
25. Töpfersbühl (762 m), districtul Saalfeld-Rudolstadt, Munții Șistoși Turingieni
26. Sieglitzberg (733 m), districtul Saale-Orla
27. Kirchberg (Thüringen) (725,3 m), districtul Saalfeld-Rudolstadt
28. Rosenberg (Munții Șistoși Turingieni) (716 m), districtul Saalfeld-Rudolstadt
29. Goßer Mühlberg (714 m), districtul Sonneberg
30. Quittelsberg (709 m), districtul Saalfeld-Rudolstadt, Munții Șistoși Turingieni
31. Bocksberg (Thüringen)|Bocksberg (696 m), districtul Sonneberg
32. Auf der Heide (668 m), districtul Saalfeld-Rudolstadt
33. Beerberg (667 m), districtul Saalfeld-Rudolstadt
34. Barigauer Höhe (665 m), districtul Saalfeld-Rudolstadt
35. Zipptanskuppe (657 m), districtul Saalfeld-Rudolstadt, Munții Șistoși Turingieni
36. Rosenbühl (653 m), districtul Saale-Orla
37. Keilsburg (648 m), districtul Saalfeld-Rudolstadt, Munții Șistoși Turingieni
38. Eisenberg (636 m), districtul Saalfeld-Rudolstadt, Munții Șistoși Turingieni
39. Talberg (602 m), districtul Saalfeld-Rudolstadt, Munții Șistoși Turingieni
40. Batzenberg (588 m), districtul Saalfeld-Rudolstadt, Munții Șistoși Turingieni
41. Schwarzer Berg (Thüringen) (582 m), districtul Saalfeld-Rudolstadt, Munții Șistoși Turingieni
42. Elmischer Berg (529 m), districtul Saalfeld-Rudolstadt, Munții Șistoși Turingieni
43. Geiersberg (Munții Șistoși Turingieni)|Geiersberg (520 m), districtul Saalfeld-Rudolstadt, Munții Șistoși Turingieni
44. Rabenhügel (506 m), districtul Saalfeld-Rudolstadt, Munții Șistoși Turingieni
45. Roderberg (502 m), districtul Saalfeld-Rudolstadt, Munții Șistoși Turingieni
46. Sommerberg (493 m), districtul Saalfeld-Rudolstadt, Munții Șistoși Turingieni
47. Ziegenberg (Thüringen)|Ziegenberg (460 m), districtul Saalfeld-Rudolstadt, Munții Șistoși Turingieni